# Jean Nollet
Pour les articles homonymes, voir Nollet.
Jean Nollet (né en 1681, mort le 17 novembre 1735) est un facteur d'orgue français.
Originaire du nord de la France, il arrive au Luxembourg, alors Pays-Bas autrichiens, à l'âge de 25 ans et vit d'abord à Bastogne puis s'installe dans la ville de Luxembourg où il acquiert la citoyenneté. Il ne reçoit pas de bonnes critiques pour son orgue de la cathédrale de Trèves.

## Réalisations notables
- 1710 : Luxemburg-Stadtgrund (église St. Johannes)
- 1716 : Medernach
- 1727 : Cathédrale de Trèves
- 1730 : Trèves (Saint Siméon – la construction de cet orgue lui est attribuée)

Son fils, Roman Benedikt Nollet, et son petit-fils, Johann Bernhard Nollet, continuèrent l'entreprise familiale.